# 템스강
템스강(River Thames, 문화어: 템즈강)은 영국 런던을 지나가는 강이다.

## 명칭의 기원

타워 브리지 방향으로 본 템스강

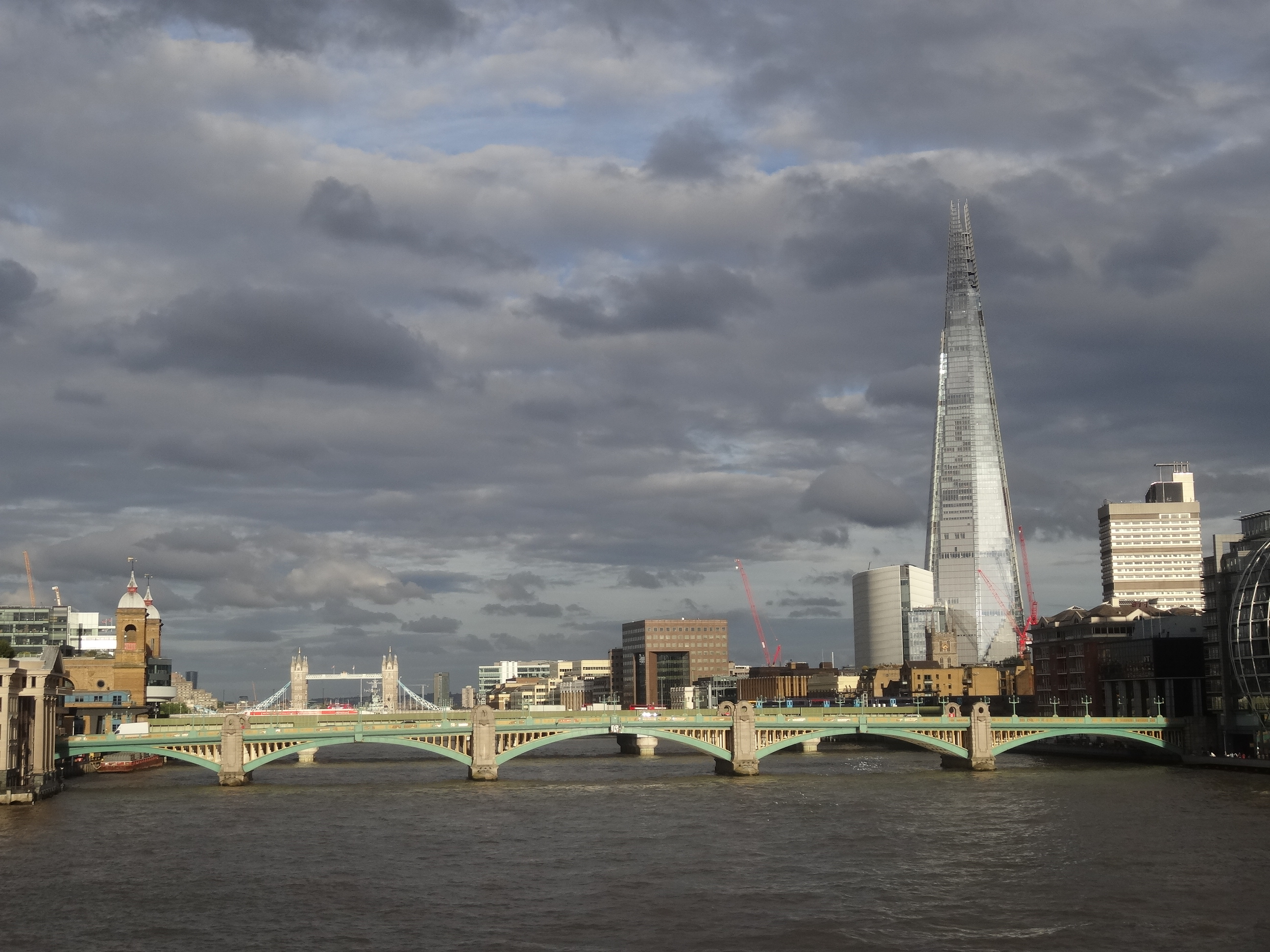
더 샤드와 템스강

템스강은 중세 영어에서는 Temese라는 말로 쓰였으며 실제로는 고대 켈트 어에서 유래하였다.(Tamesas) 라틴어의 기록을 보면 Tamesis이라고 기록되어 있기도 하며 근대 웨일스어에서 지금의 명칭과 비슷한 표현인 "Thames"이 출현하였다. 원 뜻은 어둡다라는 뜻이며 중세 아일랜드어에서는 어두운 회색을 뜻하기도 하였다.
지금까지 템스강은 간단하게 티(T)로 표시돼왔다. 중세에는 Temese 혹은 Tamesis(켈트어)로 표기되었다. 한편, 그리스의 티아미스강(River Thyamis)에서 유래되었다는 설도 있다. 초기 켈트 민족이 그리스의 이 지방에서 이동했다는 믿음이 있기 때문이다.
옥스퍼드 지방을 지나는 부분에서는 아이시스강(River Isis)로 불리기도 하는데 빅토리아 여왕 시기 이 부분을 지나가는 부분의 별칭으로 쓰였지만 일부 사람들은 전체 강의 명칭을 아이시스강으로 바꿔야 한다고 주장하기도 한다. 이 때문인지 이 지역에서만 유독 템스-아이시스강이라는 이름을 쓰기도 한다. 도체스터까지는 이렇게 부르는데 20세기 이후로는 이러한 구분이 거의 사라져 옥스퍼드 인근 사람들이 아니면 그렇게 신경쓰지 않게 되었다.

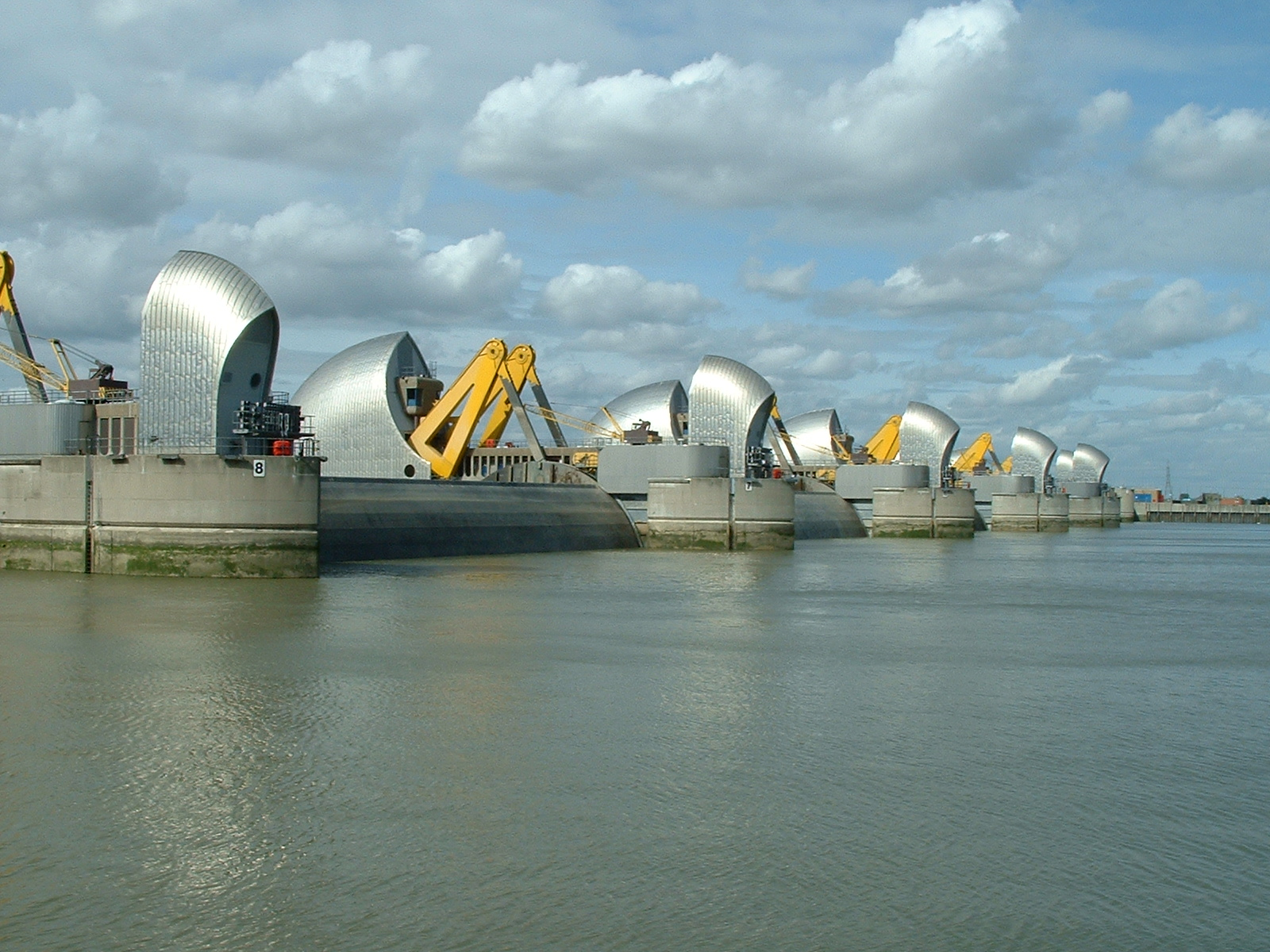
템스 베리어

## 유역
템스강의 전체 길이는 346 km이다. 원류는 켐블 마을에서 북쪽으로 1마일 정도 떨어져 있으며 사이렌체스터 근처에 있다. 첼튼엄 근처에 있는 세븐스프링스에서 천강(River Churn)이 발원하기도 하지만 보통은 템스강의 지류로 분류된다.상류에서는 칠턴 구릉지의 북쪽 가장자리를 따라 동쪽으로 흘러 옥스포드 근처의 고링갭에 이른다. 여기서 템스강은 폭 30 m의 폭으로 넓어지며 이지스로 불린다.
옥스퍼드 인근과 주변 도시를 거친 템스강은 런던 교외를 통해 킹스턴, 테딩턴을 거치며 햄프턴 궁전도 거친다. 런던 중앙부에서 템스강은 주요 축을 이루며 웨스트민스터 사원과 런던 타워를 끼며 중세 도시의 매력을 다시금 생각나게 하는 힘을 런던 전체에 심어 준다.
이후에 강은 얕고 넓은 템스 계곡을 따라 남동쪽으로 흐르는데 이 계곡은 연속적인 빙기와 간빙기로 인한 해수면 변동으로 형성된 충적 단구로 유명하다. 하류의 145 km 구간은 조수의 영향을 받는 감조 구간으로 가장 격차가 큰 런던브리지 지점에서 조수간만의 차는 7 m에 달한다. 런던의 시가지는 보통은 템스강의 변화에 안정적이지만, 간혹 조수의 예외적인 고조위 때 집중호우가 겹치면 범람이 발생할 수 있다. 그래서 거대한 철문이 있는 템스 베리어를 템스강에 설치하여 고조위 때 철문이 올라와 조수를 차단할 수 있게 하였다. 런던을 지나면 템스강은 하구의 삼각강이 되어 그 폭이 8 km까지 넓어지고 곧 북해로 흘러 들어간다.

## 같이 보기
- 템스 강어귀(Thames Estuary)